# リアル (三菱電機)

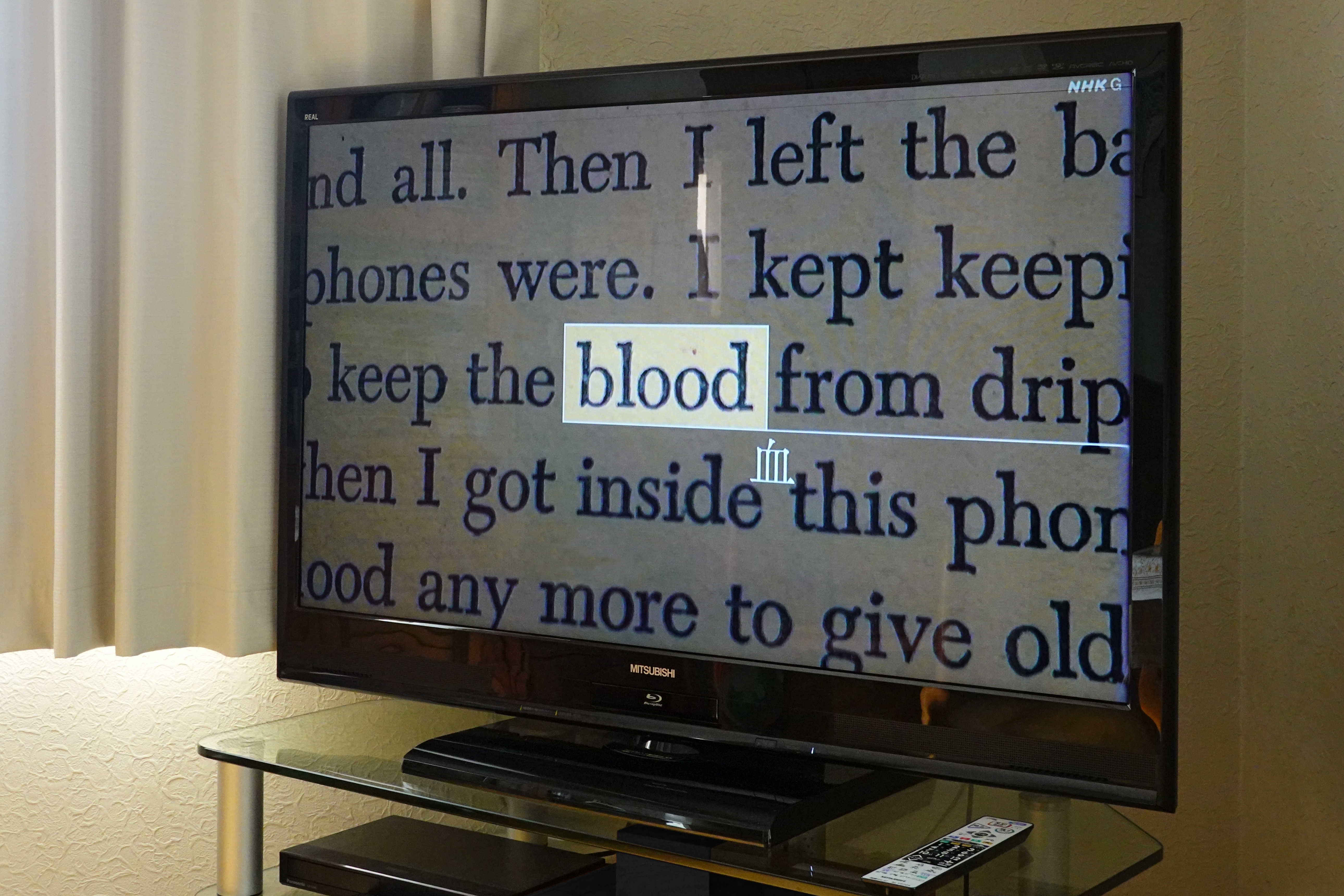
HDD・BDレコーダー内蔵テレビ「MITSUBISHI REAL LCD-46BHR500」

リアル（REAL）は、三菱電機がかつて展開していた液晶テレビ、DVDレコーダー、BDレコーダーのブランド名である。世界初のスリムフレームや、業界初の光沢パネルを特徴としていた。2024年3月に販売を終了した。
同社の登録商標（「リアル」：日本第3078089号、「REAL」：日本第4845600号）である。

## 液晶テレビ

### 概要・特徴
2004年より展開。ブラウン管テレビで好評だった「オートターン」や「DIATONEスピーカー」を搭載しているのが特徴である。当初はPDPの発売計画もあったが、同社からPDPの新製品が出ることは無かった（REALブランド採用前に発売した2機種のみ）。
他社のテレビにもテレビの向きを変えられる「スイーベル」は存在するが、REALの「オートターン」ではリモコンで向きを変えられる独特の機能である。また「DIATONEリニアフェイズ」によりスピーカーの薄型化に伴う音質低下を抑制し、よりクリアなサウンドを楽しめるほかテレビのスピーカーからの再生信号だけや手持ちのヘッドホンだけで本格的な5.1chサラウンドを楽しめるのが特徴。パソコン向けのモニターでは高いシェアを誇る同社の技術やノウハウを利用し上位機種では縁を薄くし、パネルも光沢仕上げのモデルを投入している。
2008年春モデルからは液晶テレビを生産している京都製作所（京都府長岡京市）にちなんで、フルHDモデルには「京都 FULL HD 1080」なるキャッチフレーズが付けられている（ただし、液晶パネルは熊本に主力工場がある同社子会社のアドバンストテクノロジーで生産している）。
また、2009年秋モデルからは民生用液晶テレビとしては世界初となるBlu-ray Discドライブとハードディスクドライブを両方搭載したBDレコーダー内蔵モデルが登場。配線作業の簡素化や、リモコン一つで録画・再生・ダビングが簡単に操作できる点がユーザーに広く受け入れられ、以降もラインナップを増やしてきたことで、2013年6月末時点での累計販売台数は100万台に達する。2014年から録画機に関しては単体レコーダーを終息させて録画テレビに集約する。なお、初期のモデルでは録画機能にトラブルが起こった場合、テレビごと修理に出す必要があったが、2013年以降のモデルでは「らくらくメンテ」と呼ばれる修理時にドライブ類（Blu-ray Disc/ハードディスク）の取り出しが可能な設計とすることでテレビごと修理に出す必要が無くなり、修理が終わるまでの間でもテレビの視聴が可能なほか、外付けハードディスク録画対応モデルであれば外付けハードディスクへの録画も可能である。
REALブランドを称したワンセグ対応携帯電話は、2008年に三菱電機が携帯電話事業から撤退したため存在しない（ワンセグ端末自体は存在した）。
発売初期のモデルは他社製品よりも反応が遅く、リモコンによる操作においては放送切替が特に遅かったうえ、ボタンを押した感じがあまりしなかったほどレスポンスが悪かったが、現在は他社同様の速さと押し応えを実現している。
2014年4月にスリーダイヤと2行の「MITSUBISHI ELECTRIC」を組み合わせた新コーポレートロゴに変更したが、「REAL」では、2014年秋モデルのLS1シリーズ・LSR7シリーズ及び三菱電機ストア向けモデルのPR1シリーズから適用される。
近年、BDレコーダー内蔵テレビが「リアル」の主力製品であり、それ以外のモデル（BDレコーダー非内蔵テレビ）に関しては、家電量販店やネット通販サイトの減少が著しく、系列店「三菱電機ストアー」を主とした流通・販売となっている。ポータブルテレビは発足当初から製造していないので、三菱電機ストアーには（パナソニック「プライベートビエラ」などの）他社製品が供給されている。また国内大手メーカーで唯一、有機ELテレビを生産していない。
4Kチューナー内蔵機種は「ACASチップ」を本体に内蔵しており、デジタル放送視聴時に必須となる「B-CASまたはmini B-CASカード」を紛失・損傷する心配が解消されている。なお4Kチューナー非搭載モデル（BHR/LBシリーズ）に付属のB-CASカードはフルサイズカードではなく「切手およびSDカード大のmini B-CASカードを本体側面のmini B-CASスロットへ差し込む」方式であるため、誤飲・紛失・損傷しないよう十二分注意が必要である。
日立コンシューマーマーケティング リビングサプライ社（現・日立グローバルライフソリューションズ）が販売していた液晶テレビ「Wooo」はパナソニック製「VIERA」がベースであった4K UHDモデルのL65-Z2を除いて「REAL」のOEMモデルであった（なお、日立チェーンストールで取り扱うテレビをソニー製「BRAVIA」へ切り替えたことに伴い、「Wooo」は2018年10月をもって終売となった）。
リモコンは初期モデルは「単3乾電池2本使用」だったが、現行モデルは全機種「単4乾電池2本使用（アルカリを推奨）」。紛失防止用に市販の紐を取り付けて吊り下げられる穴が付いている。
三菱純正テレビ台はブラウン管テレビ終焉と共に生産終了。壁掛け金具も自社生産していないため、三菱電機ストアーではハヤミ工産・朝日木材加工などの他社製テレビ台および壁掛け金具を仕入れている（リアルカタログにも朝日木材加工製壁掛け金具を掲載）。「リアリンク」対応ホームシアターも自社生産しておらず、ヤマハ・DENONなど他社製品と組み合わせる形となる。
現在発行されている「リアル」カタログには「録画テレビ（BDレコーダー一体型のRA/BHRシリーズ）」のみが掲載され、三菱電機ストアー専売モデル（XS/LBシリーズ）は紙カタログが発行されず「三菱リアル公式サイト」のみで紹介されている。
なおスマートフォンの台頭や若年層のテレビ離れによる需要急減で（最上位機種「録画=BDレコーダー一体型テレビ」も含め）売り上げ低迷が続き・今後の業績好転が見込めないとして、三菱電機は「量販店・ネット通販へのテレビ出荷を2021年9月限りで終了して三菱電機ストアーのみでの販売へ切り替え（これに伴い女優・菊池桃子および杏が出演していた「リアル」CM放映は終了）。後継の『リアル』新製品発表はせず2019年発売機種を最終モデルとし、系列店『三菱電機ストアー』へのテレビ出荷は2024年3月限りで終了。これを以てテレビ生産・販売より撤退する」方針を発表。1953年より続けてきたテレビ生産が71年の歴史に・2004年より販売を続けてきた「リアル」ブランドが20年の歴史にそれぞれ幕を下ろし、同時に三菱AV機器全般の歴史にも幕が下ろされた（三菱テレビ独自の特徴だった「リモコン操作による電動スイーベル機構」も完全消滅）。「リアル」シリーズ生産拠点だった京都製作所は今後、エアコン（「霧ヶ峰」シリーズ）など他製品生産工場へ転用される予定。

### ラインアップ
- 量販店・ネット通販への出荷は2021年9月限りで終了。現在は全機種が系列店「三菱電機ストアー」のみで販売され「在庫品限り」となっており、2017年～2019年に発売された「RA/BHR/XS/LB」各シリーズが「リアル」最終モデルとなる。「リアル」シリーズは2024年3月限りで販売終了となったため、三菱電機ストアーは（シャープ「アクオス」・ソニー「ブラビア」・パナソニック「ビエラ」などの）他社製品販売（BDレコーダーも含む）に力点を移している。

#### RAシリーズ
日本国内の民生用テレビで初めて、BS4K/110度CS4Kチューナー・Ultra HD Blu-ray再生対応ブルーレイレコーダー・ハードディスクを内蔵した4K UHDオールインワンモデル。2004年より発売されてきた「リアル」シリーズ全体の最終モデルとなり、2024年3月限りで全機種が販売を終了した。
BS4K/110度CS4K放送の録画については、本体内蔵ハードディスクまたはUSB3.0準拠の外付けハードディスク（USBハブ経由での接続の場合は、USBハブもUSB3.0準拠であることが必要）のみ可能で、ブルーレイディスクへの直接録画は不可。「おこのみ自動録画」での録画も不可となる。BS4K/110度CS4Kチューナーは3基のうち2基を搭載しているため、裏番組録画は可能だが、2番組同時録画は不可となる（ただし、BS4K/110度CS4K放送の番組と地上デジタル/BSデジタル/110度CSデジタル放送の番組の同時録画は可能）。また、チャプター編集や番組の分割・結合に非対応で、A-RA1000シリーズの場合はディスクへダビングする際は一旦ハイビジョン画質へ変換する必要がある。
また、新機能として「Quick Go」も搭載されており、リモコンの「Quick Go」ボタンを押した後、上矢印のボタンを押すと画面上部に録画済み番組の一覧が、下矢印のボタンを押すと画面下部に裏番組の番組の一覧が表示され、視聴する番組を選択することで録画番組の再生やチャンネルの移動が可能である。
画質面では、12軸の色調整と8,000点の補正点を持つ3Dルックアップテーブルを駆使したカラーマネジメントシステム「ウルトラカラーマトリックス」を搭載するほか、24コマの映像を60コマに自動的に再構成する「なめらかピクチャー」と毎秒60コマの映像に合わせてLEDバックライトを点滅させることで動画ボケを改善する技術「ダイヤモンドモーション120」が搭載されている。
Bluetooth機能については、他のシリーズで採用済みのスマートフォンや携帯音楽プレーヤーから受信して外部スピーカーとして音楽を流す機能に加え、テレビの音を送信してヘッドフォンやスピーカーで聴くことが可能となった。YouTubeに対応（4K画質の再生にも対応）し、リモコンに専用ボタンが設けられたほか、「REAL」のオールインワンモデルで初めて壁掛け設置に対応した。
2021年9月限りで量販店・ネット通販向け出荷が終了し、以降は三菱電機ストアーのみでの販売へ切り替わると共に、同業他社がBD/DVDレコーダー一体型テレビの生産を相次いで終了したため、今後量販店・ネット通販で買える録画（BDレコーダー一体型）テレビはパナソニックビエラ「GR770シリーズ（2020年発売）」・「MR770シリーズ（2023年発売）」のみとなる。
A-RA2000シリーズ（2019年秋モデル）
「DiXiM Play」に対応したことで、本機で録画した番組をインターネット通信又はダウンロードすることでスマートフォンやタブレットによる視聴が可能となったほか、「4Kダビング」の搭載により、BS4K/110度CS4Kの録画番組を4K画質のままブルーレイディスクへダビングが可能となった（A-RA1000シリーズ同様にハイビジョン画質に変換してダビングすることも可能）。
そのほか、「ウルトラカラーマトリックス」に各シーンの輝度に応じて色の濃淡を自動調整する機能が加わり「ウルトラカラーマトリックスPRO」へ改良され、Bluetoothスピーカー接続時に映像と音声のズレがないよう自動補正を行うとともに12段階の調整も可能となり、YouTubeに加えてAbemaTVにも対応し、リモコンに専用ボタンが設けられた。
- LCD-A58RA2000（HDD 2TB） 2019年10月24日発売
- LCD-A50RA2000（HDD 2TB） 2019年10月24日発売
- LCD-A40RA2000（HDD 2TB） 2019年10月24日発売

#### BHRシリーズ
視聴だけでなく、録画もできるオールインワンモデル。同社としては初めてとなる録画対応モデルであり、ブルーレイとハードディスクを同時に搭載する民生用液晶テレビは世界初である。また、DVDでもAVCREC規格対応によりフルハイビジョン画質のままダビング可能である（DVDへの直接録画は不可。また三菱はDVD-RW陣営のためDVD-RAMへの録画・ダビングは不可）。ディスクスロットは前面に配置。D端子はなく、ゲーム機などをアナログ接続する場合はS端子またはRCA端子を使用する。背面に壁掛け用のネジ穴はないので据え置き専用。後述の「REALINK」には非対応ではあるものの、HDMIコントロール自体は2012年夏モデルより対応している。キャッチコピーは「3つビシッとは、三菱！」である。
A-BHR11シリーズ（2019年春モデル）
「グット楽リモコン」が改良され、「画面表示」ボタンが「声ハッキリ」ボタンに置き換わったことで、「声ハッキリプラス」がワンボタンで設定可能となった。
- LCD-A32BHR11（HDD 1TB）　2019年5月23日発売

#### 過去に発売したモデル
ここでは、「REAL」として発売された過去モデルを掲載する。
A-XS1000シリーズ（2018年秋モデル）
BS4K/110度CS4Kチューナーを内蔵した外付けハードディスク録画対応4K UHDモデル。系列店「三菱電機ストアー」のみで販売されていた。
オールインワンモデルのA-RA1000シリーズ同様、BS4K/110度CS4K放送の外付けハードディスクへの録画が可能だが、A-RA1000シリーズとは異なり、USBハブ経由での接続が不可となる。また、ダブルチューナーだが、BS4K/110度CS4K・地上デジタル/BSデジタル/110度CSデジタル兼用で、うち1つを視聴専用としているため、裏番組録画のみ可能で、2番組同時録画は不可である。
録画機能、チューナー数、リモコンの仕様の違いがある点を除いては、オールインワンモデルのA-RA1000シリーズに準じている。
- LCD-A58XS1000 2018年10月18日発売
- LCD-A50XS1000 2018年10月18日発売
- LCD-A40XS1000 2018年10月18日発売

RAシリーズ（BS4K/110度CS4Kダブルチューナー内蔵4K UHDモデル）
- 2018年秋モデル
  - LCD-A58RA1000（HDD 2TB）
  - LCD-A50RA1000（HDD 2TB）
  - LCD-A40RA1000（HDD 2TB）

LB8シリーズ（2017年春モデル）
LEDバックライトを搭載し、ホームネットワークに対応したモデル。XSシリーズと共に系列店「三菱電機ストアー」のみで販売されていた。
ML8Hシリーズ同様にデカ文字機能を搭載し、地上アナログチューナーとデジタル光音声出力端子（モニター）を非搭載化。また、年間消費電力量をLB7シリーズに比べて低減した（19v型:29kWh/年 → 25kWh/年、32v型:35kWh/年 → 34kWh/年）。サイズラインナップは32v型と19v型の2サイズのみ。32v型は据え置き専用（壁掛け設置非対応）となる。
- LCD-32LB8　2017年5月25日発売
- LCD-19LB8　2017年5月25日発売

LSシリーズ（HDD内蔵赤色レーザー+シアン色LED搭載4K UHDモデル）
- 2016年夏モデル
  - LCD-65LS3（HDD 2TB）
  - LCD-58LS3（HDD 2TB）
- 2014年秋モデル
  - LCD-65LS1（HDD 2TB）
  - LCD-58LS1（HDD 2TB）

PRシリーズ（HDD内蔵赤色レーザー+シアン色LED搭載4K UHDモデル、三菱電機ストアー・AV機器専門店向け）
- 2014年秋モデル
  - LCD-X65PR1
  - LCD-X58PR1

LSRシリーズ（HDD・Blu-ray Discドライブ一体型赤色レーザー光源搭載モデル）
- 2014年秋モデル
  - LCD-58LSR7（HDD 2TB）
- 2014年春モデル
  - LCD-50LSR6（HDD 2TB）
  - LCD-39LSR6（HDD 1TB）
- 2013年夏モデル
  - LCD-50LSR4（HDD 1TB）
  - LCD-39LSR4（HDD 1TB）
- 2012年夏モデル
  - LCD-55LSR3（HDD 1TB）
  - LCD-55LSR3BK（HDD 1TB） - 55LSR3の本体色をブラックに変更したモデル。

MDシリーズ（HDD・Blu-ray Discドライブ一体型高音質モデル）
- 2017年春モデル
  - LCD-A40MD9（HDD 1TB）

MDRシリーズ（HDD・Blu-ray Discドライブ一体型3D対応モデル）
- 2012年夏モデル
  - LCD-46MDR3（HDD 1TB）
  - LCD-40MDR3（HDD 1TB）
- 2011年秋モデル
  - LCD-55MDR2（HDD 1TB）
  - LCD-46MDR2（HDD 1TB）
  - LCD-40MDR2（HDD 1TB）
  - LCD-40MDR2Z（HDD 2TB、三菱電機ストア向けモデル）
- 2010年秋モデル - 同社製テレビとしては初めての3D対応モデルで、且つ地上アナログチューナーが非搭載となる。
  - LCD-55MDR1（HDD 1TB）
  - LCD-46MDR1（HDD 1TB）
  - LCD-40MDR1（HDD 1TB）

BLRシリーズ（HDD・Blu-ray Discドライブ一体型パーソナルモデル）
- 2011年夏モデル
  - LCD-22BLR500（HDD 500GB）

BHRシリーズ（HDD・Blu-ray Discドライブ一体型モデル）
- 2019年春モデル
  - LCD-A40BHR11（HDD 1TB）
- 2018年春モデル
  - LCD-A40BHR10（HDD 1TB）
  - LCD-A32BHR10（HDD 1TB）
- 2017年春モデル
  - LCD-A40BHR9（HDD 1TB）
  - LCD-A32BHR9（HDD 1TB）
- 2016年春モデル
  - LCD-A50BHR8（HDD 1TB）
  - LCD-A40BHR8（HDD 1TB）
  - LCD-A32BHR85（HDD 1TB）
- 2015年春モデル
  - LCD-A50BHR7（HDD 500GB）
  - LCD-A40BHR7（HDD 500GB）
  - LCD-A32BHR7（HDD 500GB）
- 2014年春モデル
  - LCD-A39BHR6（HDD 500GB）
  - LCD-A32BHR6（HDD 500GB）
- 2013年夏モデル
  - LCD-A39BHR4（HDD 500GB）
  - LCD-A29BHR4（HDD 500GB）
- 2012年夏モデル - 本代ではA-BHR3シリーズと音声補間技術「DIATONE HD」と外付けUSBハードディスクを利用した自動ムーブ機能無しのBHR35シリーズの2シリーズ体制であった。なお、32V型がフルHD対応なのは本モデルのみである[4]。
  - LCD-A40BHR3（HDD 500GB）
  - LCD-A32BHR3（HDD 500GB）
  - LCD-A26BHR3（HDD 500GB）
  - LCD-40BHR35（HDD 500GB）
  - LCD-32BHR35（HDD 500GB）
  - LCD-26BHR35（HDD 500GB）
- 2012年春モデル - BHR500シリーズのBlu-ray DiscドライブをBDXLに対応したマイナーチェンジモデル
  - LCD-B40BHR500（HDD 500GB）
  - LCD-B32BHR500（HDD 500GB）
- 2011年春モデル - 本シリーズよりリモコン形状が新しくなり、地上アナログチューナーも廃止された。
  - LCD-46BHR500（HDD 500GB）
  - LCD-40BHR500（HDD 500GB）
  - LCD-32BHR500（HDD 500GB）
  - LCD-26BHR500（HDD 500GB）
- 2010年夏モデル - 本シリーズからBDドライブがフレーム部に異動。また本製品のOEMとして、日立からXB07シリーズが発売された。
  - LCD-46BHR400（HDD 500GB）
  - LCD-40BHR400（HDD 500GB）
  - LCD-32BHR400（HDD 500GB）
  - LCD-26BHR400（HDD 500GB）
- 2009年秋モデル - 民生用としては初のBD・HDDレコーダー内蔵テレビである。以降のシリーズとは異なり、BDドライブがスタンド部に内蔵されている。
  - LCD-42BHR300（HDD 320GB）
  - LCD-37BHR300（HDD 320GB）
  - LCD-32BHR300（HDD 320GB）

DRWシリーズ（3D&USBハードディスク録画対応モデル）
- 2011年秋モデル
  - LCD-40DRW2

MRシリーズ（外付けUSBハードディスク録画対応モデル）
- 2011年秋モデル
  - LCD-32MR2

MLWシリーズ（2012年秋モデル以降は三菱電機ストア向け）
- 2014年夏モデル
  - LCD-50MLW6H - 外付けUSBハードディスク録画対応
- 2013年秋モデル
  - LCD-50MLW5 - 外付けUSBハードディスク録画対応
- 2013年夏モデル
  - LCD-50MLW4
- 2012年秋モデル
  - LCD-50MLW3
- 2011年秋モデル
  - LCD-40MLW2
- 2010年秋モデル
  - LCD-40MLW1

MLシリーズ（2012年秋モデル以降は三菱電機ストア向け）
- 2017年春モデル
  - LCD-40ML8H
- 2015年春モデル
  - LCD-50ML7H
  - LCD-40ML7
- 2014年夏モデル
  - LCD-40ML6
- 2013年夏モデル
  - LCD-40ML4
- 2012年秋モデル
  - LCD-40ML3
- 2011年春モデル
  - LCD-32ML10
  - LCD-26ML10
  - LCD-22ML10
- 2010年秋モデル
  - LCD-32ML1
  - LCD-22ML1

MZWシリーズ
- 2009年秋モデル
  - LCD-52MZW300
  - LCD-46MZW300
  - LCD-40MZW300
- 2008年秋モデル
  - LCD-46MZW200
  - LCD-40MZW200
- 2008年春モデル
  - LCD-52MZW100
  - LCD-46MZW100
  - LCD-40MZW100
- 2007年秋モデル
  - LCD-H52MZW75
  - LCD-H46MZW75
  - LCD-H40MZW75

MZシリーズ
- 2007年春モデル
  - LCD-H46MZ70
  - LCD-H40MZ70

MRHシリーズ（地上・BS・110度CSデジタルチューナー内蔵・フルHDモデル）
- 2004年モデル
  - LCD-H37MRH4

MXWシリーズ
- 2010年秋モデル
  - LCD-40MXW400
- 2009年秋モデル
  - LCD-40MXW300
- 2009年春モデル
  - LCD-37MXW300
- 2008年秋モデル
  - LCD-42MXW200
  - LCD-37MXW200
- 2007年秋モデル
  - LCD-H32MXW75

MXシリーズ
- 2010年秋モデル
  - LCD-26MX55
- 2010年春モデル
  - LCD-32MX45
  - LCD-32MX40
  - LCD-26MX45
  - LCD-22MX45
  - LCD-22MX40
  - LCD-19MX40
- 2009年秋モデル
  - LCD-32MX35
  - LCD-19MX35B/S/R
- 2009年春モデル
  - LCD-32MX30
  - LCD-26MX30
- 2008年秋モデル
  - LCD-32MX11
  - LCD-26MX20
  - LCD-19MX30B/S/R
- 2008年春モデル
  - LCD-32MX10
  - LCD-20MX10B/P/S
- 2007年秋モデル
  - LCD-H32MX75
  - LCD-H20MX75B/S/R
- 2007年春モデル
  - LCD-H37MX70
  - LCD-H32MX70
  - LCD-H26MX7
- 2006年春モデル
  - LCD-H37MX60
  - LCD-H32MX60
  - LCD-H32MX55 - オートターン非搭載
  - LCD-H26MX60
  - LCD-R32MX55 - デジタルチューナー非搭載タイプ
  - LCD-R37MX5 - デジタルチューナー非搭載タイプ
- 2005年モデル
  - LCD-H37MX5
  - LCD-H32MX5
  - LCD-H26MX5
  - LCD-R32MX5 - デジタルチューナー非搭載タイプ
  - LCD-R26MX5 - デジタルチューナー非搭載タイプ
- 2004年モデル
  - LCD-H32MX4
  - LCD-H27MX4
  - LCD-H23MX4

ATLシリーズ
- 2010年春モデル
  - LCD-19ATL40
- 2008年秋モデル
  - LCD-19ATL20

LBWシリーズ（三菱電機ストア向け）
- 2015年春モデル
  - LCD-65LBW7H
- 2014年夏モデル
  - LCD-65LBW6H

LBシリーズ（2012年夏モデル以降は三菱電機ストア向け）
- 2017年春モデル
  - LCD-65LB7ZH
  - LCD-40LB8-SL - 壁掛け設置専用スタンドレスモデル
  - LCD-32LB8-SL - 壁掛け設置専用スタンドレスモデル
- 2015年春モデル
  - LCD-32LB7H - 外付けUSBハードディスク録画対応
  - LCD-32LB7
  - LCD-24LB7
  - LCD-19LB7
- 2014年夏モデル
  - LCD-32LB6H - 外付けUSBハードディスク録画対応
  - LCD-32LB6
  - LCD-24LB6
  - LCD-19LB6
- 2013年秋モデル
  - LCD-32LB5  - 外付けUSBハードディスク録画対応
- 2013年夏モデル
  - LCD-32LB4
  - LCD-24LB4
  - LCD-19LB4 - HD+（1,600×900画素）の高解像度仕様
- 2012年夏モデル
  - LCD-32LB3
  - LCD-26LB3
  - LCD-22LB3
  - LCD-19LB3
- 2011年春モデル
  - LCD-19LB10
- 2010年秋モデル
  - LCD-22LB1
  - LCD-19LB1

LFシリーズ
- LCD-46LF2000

CBシリーズ（三菱電機ストア向け）
- 2011年秋モデル
  - LCD-32CB2
- 2010年秋モデル
  - LCD-32CB1

WXシリーズ（三菱電機ストア向け）
- LCD-37F4500WX
- LCD-37F9500WX

Zシリーズ（三菱電機ストア向け。2007年春モデルのMZ70シリーズにオートターン機能を装備）
- LCD-46F8000Z
- LCD-40F8000Z

Xシリーズ（三菱電機ストア向け。普及モデル）
- LCD-32H5500X
- LCD-32H4500X
- LCD-32H4000X
- LCD-32H9500X
- LCD-32H9000X
- LCD-32H8500X
- LCD-37H8000X

Xシリーズ（アナログチューナー搭載）
- 2006年モデル
  - LCD-15X6
- 2005年モデル
  - LCD-17X5
  - LCD-15X5
- 2004年モデル
  - LCD-17X4

Vシリーズ（アナログチューナー搭載、4：3タイプ）
- 2006年モデル
  - LCD-20V6
- 2005年モデル
  - LCD-20V5
  - LCD-20V5S - BSアナログチューナー内蔵型
- 2004年モデル
  - LCD-20V4 - 「リアル」シリーズ1号機。

## DVD/BDレコーダー

### 概要
2004年より「楽レコ」ブランドで展開してきたが、2008年モデル以降は、テレビと同じ「REAL」ブランドで展開されるようになった。同時に、これまでの船井電機との共同開発から、完全な自社開発となった。ただし、システムLSIはパナソニック製のUniPhierを使用するため、番組表などの画面が同社製レコーダーと非常に酷似している。その後、ソニー、パナソニック、シャープに続く国内4社目のBDレコーダーも発売され、三菱電機はBDレコーダー市場へ参入した。
なお、DVDレコーダーはDVR-DS120を最後に生産を終了。「楽レコ」ブランドで展開していた3in1モデルも、新たに「REALブルーレイ」の新モデルBV530が発売されたことで生産を終了し、生産はBDレコーダーに一本化された。そのBDレコーダーも単体としては2013年限りで事業を終息し、録画テレビに集約することとなった。三菱製BDレコーダーはDVR-BZ260/360が最終モデルとなった。
2014年11月現在、ブルーレイレコーダー/DVDレコーダーのページはアフターサービスを案内する内容となり、修理相談窓口/問い合わせのページ及び生産終了モデルの一覧ページのみとなっている。

### 機能
2008年5月現在、大手メーカー製のHDD搭載DVD/BDレコーダーの中で、唯一フレーム単位での編集ができない。VRモード（BDAV）での録画の際も、Videoモード（BDMV）と同じGOP単位となり、タイトル結合なども不可能である（注：デジタル放送はVRモードのみで録画可能）。なお、同社はDVD-RW陣営のためDVD-RAMについては、シャープ機同様録画は非対応で再生のみの対応である（ただし、DIGAでAVC録画したDVD-RAMは非対応）。
また、三菱独自の機能として「オートカットi」を搭載している。これは、HDDに録画した番組を再生する際、CMを飛ばして番組本編だけを自動で連続再生する機能で、面倒なリモコン操作が不要。また、CMだけを抜き出してまとめて再生することもできる。このため、BD/DVDへは、番組本編もしくはCMだけをダビングすればよい。また、「オートカットi」の再生リストから、複数の番組の本編だけをまとめてダビングすることも可能なため、連続ドラマ全話分を短時間でダビングできる。

### HDビデオカメラの対応
ビデオカメラで記録したAVCHD動画の再生にも対応している。
ただし、当初はUSB端子及びi.LINK端子がないため、DV/HDVカメラ及びHDD/内部メモリー/メモリースティックタイプのAVCHDカメラとの接続は不可能で、映像をHDDに取り込むことができなかったが、2008年秋モデル以降の機種にSDカードスロットが装備されており、SDカード（SDHCカードも可）からAVCHD方式の動画をHDDへ取り込み再生でき、静止画は本体のみで再生できる。また、2009年秋モデル以降の機種ではUSB端子を装備しており、USBケーブルで接続したAVCHD方式のビデオカメラからHDDへの取り込み再生、デジタルカメラの写真の再生が可能である。
| メディア                     | 直接取込可能・不可能 |
| ---------------------------- | -------------------- |
| DVテープ（SD/HDV）           | ×                    |
| 8cmDVD（SD/AVCHD）           | ○                    |
| 8cmBD（HD）                  | ○                    |
| HDD（SD/HD/AVCHD）           | ×                    |
| SDメモリーカード（SD/AVCHD） | ○                    |
| メモリースティック（AVCHD）  | ×                    |
| 内蔵メモリー（SD/AVCHD）     | ×                    |

※ただし、2009年秋モデル以降の機種では直接取込不可能のメディアでも、USB接続対応のビデオカメラであれば、USBケーブル経由で取り込むことが可能。

### ラインアップ
全機種デジタルWチューナーにより2番組同時録画が可能で、MPEG-4 H.264 AVCエンコーダーを搭載。BDにより長時間、DVD（-R/-RW）へも最長2時間2分のハイビジョン録画（AVCREC）が可能。これは上述の通り、システムLSIがパナソニック製のレコーダーと同一であるためと考えられる。音声設定などもDIGAと同じであり、設定によってはAVCRECモード録画したBDをソニー機で再生できない。ただし、パナソニックがDVD-RAM陣営のために同社製レコーダーで行えないDVD-RWへのAVCRECモード録画も可能である。ソニーや東芝製レコーダーに搭載されている自動録画機能も搭載するなど、「全部入り」のモデルとなっている。また、BDレコーダーの一部機種には標準リモコンのほか、世界初の液晶タッチパネル式リモコン「液晶グット楽リモコン」が付属する。このリモコンで同社製のエアコン「霧ヶ峰」の操作ができる（1994年以降のモデルで操作可能）。なお、BZ100の後継機種であるBZ110では、液晶タッチパネルがない「グット楽リモコン」にスペックダウンされている。
BDレコーダーのBF2000は、液晶テレビ「REAL LFシリーズ」のステーション部と同一デザインのキューブ型で、ディスクの出し入れがしやすい手元に設置できるようになっている。
2009年秋モデル（BZ130/BZ230/BZ330/BV530）では、使用頻度の高いボタン類だけを表面に、使用頻度の少ないボタン類は上部・下部の各フラップ下に配置した「カンタンリモコン」を採用。使用頻度が高い「番組表からの予約録画」・「録画した番組の再生」のためのボタンを大きくし、「予約する」・「見る」といった平易な表現にすることで、直感的に操作できるようにした。また、録画予約は「予約する」ボタンを押して番組表を呼び出し、録画したい番組を選んで「決定」ボタンを押すだけという簡素な操作で行える。
BZ230とBZ330ではi.LINK（TS入力）端子を装備し、CATV用セットトップボックスからの録画にも対応。BZ330ではさらに、液晶テレビ「REAL」のMZW300で採用されている超解像技術「DIAMOND HD」を搭載したほか、アクトビラに対応した（LAN端子を装備しているのはBZ330のみ）。また、S映像入出力（S端子）はBZ330のみ装備。
なお、BV530は「REALブルーレイ」初のVHS一体型モデルで、市販のVHSソフト・ビデオデッキで録画したVHSテープの再生ができるほか、VHSテープから、ハードディスク・ブルーレイディスク・記録型DVDへ直接ダビングすることもできる（なお、VHSテープへ直接録画することはできない）。
2010年秋モデル（BZ240/BZ340）では「カンタンリモコン」を改良。チャンネル数字ボタンや「オートターン」ボタンなど、使用頻度の高いテレビ操作用のボタンを表面に配置したマルチリモコンとし、レコーダーのリモコンでテレビの基本操作が出来るようになったほか、アクトビラ（ビデオ・フル、ビデオ・ダウンロードレンタル、ビデオ・ダウンロードセル）にも対応。さらに、セットアップ時の設定により、録画・再生履歴を解析し、ユーザーの傾向や好みに応じてレコーダーが自動で録画する「おすすめ自動録画」を搭載。録画予約する可能性のある番組を自動録画して未然に予約忘れを防ぐ「安心型」とユーザーの好みに合った新しいおすすめ番組を自動録画する「発掘型」の2種類があり、両方を指定することも出来る。
2011年春モデルでは白の面をレコーダー用、反対側の黒の面をテレビ用と分け、両面で使用できる「くるっとリモコン」を採用。誤って下の面の操作ボタンを押しても動かないようにセンサーを搭載した安心設計で、前述のBHR500シリーズと同様に水や汚れに強く、手入れも容易なシートボタン式を採用している。また、事前設定により操作手順を簡略化して使いやすくした「らく楽モード」も搭載。Blu-ray 3D、BDXL、スカパー!HD録画に対応した他、約1秒以内の瞬間起動ができる「高速起動モード」やブルーレイディスクにダビングした番組を再び内蔵ハードディスクにムーブする「ムーブバック（書き戻し）」機能も搭載された。なお、2010年秋モデルまで搭載されていた「オートカットi再生」は非搭載となった。
2011年秋モデルはB5Wの1機種のみを設定。緑ボタンを1回押すと1.3倍速の音声付早見再生、2回押すと見どころ再生に切り替え、効率よく再生して視聴時間を短縮できる「スマート再生」を新たに搭載した（「スマート再生」はHDD内に録画した番組のみ適応）。
2012年春モデル（BZ260/BZ360）は過去の録画や再生履歴を基におすすめの番組を一覧表示し、録りたい番組を素早く予約できて録り逃しを防ぐ「おすすめ予約」を搭載。録画した番組が多くなってもジャンル毎の一覧表示ですぐに探せるほか、B5Wから搭載された「スマート再生」も搭載。新たに外付けハードディスクに対応するとともに本体のハードディスクの空き容量が少なくなると録画した番組を外付けハードディスクへ自動ムーブする機能も搭載した。ネットワーク機能は新たに「TSUTAYA TV」に対応。超解像技術「DIAMOND HD Basic」を搭載し、DVD等標準画質の映像の精細度を高めてより美しい映像も楽しめる。さらに、奥行きが2011年春モデル（BZ250）よりも78mm短縮したことで設置性も高めた。

#### BDレコーダー
以下はすべて生産終了モデル
- 2012年春モデル
  - DVR-BZ260(HDD 500GB)
  - DVR-BZ360(HDD 1TB)
- 2011年秋モデル
  - DVR-B5W(HDD 500GB)
- 2011年春モデル
  - DVR-BZ250(HDD 500GB)
  - DVR-BZ350(HDD 1TB)
  - DVR-BZ450(HDD 2TB)
- 2010年秋モデル
  - DVR-BZ240(HDD 500GB)
  - DVR-BZ340(HDD 1TB)
- 2009年秋モデル
  - DVR-BZ130(HDD 320GB)
  - DVR-BZ230(HDD 500GB)
  - DVR-BZ330(HDD 1TB)
  - DVR-BV530(HDD 320GB) - ビデオ一体型タイプ
- 2008年秋モデル
  - DVR-BZ110(HDD 250GB)
  - DVR-BZ210(HDD 500GB)
  - DVR-BF2000(HDD 500GB)
- 2008年春モデル
  - DVR-BZ100(HDD 250GB)
  - DVR-BZ200(HDD 500GB)

日本ビクターから発売されたDR-BX500は、DVR-BZ200のOEMである。タッチパネル式リモコンは付属せず、代わりに簡易型リモコンが付属する。

#### DVDレコーダー
以下は全て過去に発表された機種。
- 2009年春モデル
  - DVR-DS120(HDD 250GB) - HDDに録画した番組を15分でDVD-Rへダビングできる「スマートダビング」搭載。
- 2008年春モデル
  - DVR-DW100(HDD 250GB) - パナソニック「DMR-XW120」やシャープ「DV-ACW82」が対抗機。
  - DVR-DW200(HDD 500GB) - パナソニック「DMR-XW320」やシャープ「DV-ACW85」が対抗機。

## リアリンク（REALINK）
ビエラリンクおよびAQUOSファミリンク、ブラビアリンク、レグザリンクなどに追随して発表された規格。HDMIコントロールにより、同社のDVDレコーダー「楽レコ」（2007年秋モデル）、REALレコーダー（全機種）との連携操作が可能である。連携操作の機能は以下の通り。
番組ポーズ
- 急な来客や電話などで視聴を中断しなければならない時、ボタンひとつで番組画面を一時停止、同時にレコーダーが録画を開始する。再びボタンを押せば、中断したところから番組を見ることができる。

一発録画
- 今見ている番組をボタンひとつで録画できる。レコーダーが電源OFFでも、自動的に電源ON、チャンネル切り換えを行い、録画を開始する。

HDMIリンク操作ボタン
- HDMIボタンを押すと、画面左下に操作パネルが表示され、HDMI接続されたレコーダーの基本操作（再生・停止・巻戻し・早送り）をテレビのリモコンで行える。

番組録画予約＆音声録画アシスト
- テレビの電子番組表で録画予約ができる。また録画予約の情報を音声で読み上げ、設定を音声で確認できる。

## 競合他社製品

### テレビ
- Τ ⇒ VIERA（パナソニック）
- WEGA ⇒ ブラビア（ソニー）
- AQUOS（シャープ）
- REGZA（東芝 / TVS REGZA）
- CINEMA 3D（LGエレクトロニクス）
- Wooo（日立製作所）
- Pure Vision ⇒ KURO、ELITE（パイオニア）
- EXE（日本ビクター）
- CAPUJO（三洋電機）

### DVD/BDレコーダー
- DIGA（パナソニック）
- スゴ録 ⇒ BDZ（ソニー）
- AQUOS（SHARP）
- VARDIA ⇒ REGZA（東芝）
- Wooo（日立製作所）：ただし、OEM供給しているので厳密には競合にはならない。また、日立製BDレコーダーはない。
- BDRシリーズ（パイオニア）：生産中止
- らく録ブルーレイ（日本ビクター）：生産中止